# Биржевые ведомости
«Биржевы́е ве́домости» (рус. дореф. Биржевыя Вѣдомости) — российская дореволюционная ежедневная политико-экономическая и литературная газета; выходила в Петербурге в 1861—1881 годах.

## История
«Биржевые ведомости» были образованы в 1861 году после слияния «Коммерческой газеты» с «Журналом для акционеров». Основателем и издателем-редактором «Биржевых ведомостей» был публицист, промышленник и банкир Константин Трубников.
С 1865 по 1878 годы выходил вечерний выпуск «Биржевых ведомостей» — «Вечерняя газета».
С апреля до конца 1866 года ежемесячно выходили учёно-литературные прибавления к «Биржевым ведомостям», в которых помещались статьи о международных политических событиях, беллетристика (главным образом переводная), политико-экономические статьи, сведения о годовом государственном бюджете России, хроника производственных открытий и усовершенствований, статьи по истории техники, о происхождении рас и прочее.
В марте 1874 года Трубников продал половину издания Василию Полетике — видному в то время предпринимателю, занявшемуся издательской деятельностью, когда его дела пошатнулись. С передачей в 1875 году издательских прав Полетике оппозиционная направленность газеты резко усилилась. Она получала предупреждения от цензуры, временами издание прекращалось. В 1870-х годах в газете сотрудничали: Николай и Василий Курочкины, Н. К. Михайловский, А. Н. Плещеев, А. М. Скабичевский и др. В 1879 году «Биржевые ведомости» преобразованы в газету «Молва», которая выходила до 1881 года.
Контора редакции располагалась в доме Стунеевой (№ 11 по Конногвардейскому бульвару).

## Иноязычные названия
- фр. Nouvelles de la Bourse[3]